# دیو و دلبر (فیلم ۱۹۹۱)
دیو و دلبر (به انگلیسی: Beauty and the Beast) یک فیلم پویانمایی آمریکایی تهیه‌شده توسط استدیو انیمیشن والت دیزنی و پخش شده در ۲۲ نوامبر سال ۱۹۹۱ توسط والت دیزنی پیکچرز است. داستان این انیمیشن برگرفته از داستان دیو و دلبر (به فرانسوی: La Belle et la Bête) اثر ژنی ماری لی پرنس دی بیومونت است.
این پویانمایی برندهٔ چندین جایزه از جمله جایزه‌ي اسکار بهترین ترانه و موسیقی شده‌است. همچنین در ژوئن ۲۰۰۸ انجمن فیلم آمریکا این پویانمایی را به عنوان هفتمین پویانمایی نمونه در بخش انیمیشن انتخاب کرد.

## خلاصهٔ داستان
در ابتدای داستان، یک زن گدا یک شاهزادهٔ جوان را نفرین و او را تبدیل به یک دیو زشت می‌کند، زن جادوگر به وی یک آینهٔ جادویی که او را از حوادث مطلع می‌کند و یک گل رز می‌دهد که تا بیست‌ویکمین سال تولدش شکوفه می‌دهد، او باید تا آن هنگام عشق واقعی را حس کند تا نفرین را بشکند، وگرنه تا پایان عمر همان جانور زشت باقی خواهد ماند.
در سویی دیگر دختری زیبا به‌نام بل همراه پدر مخترعش موریس زندگی می‌کند، آخرین اختراع موریس یک ماشین چوب خردکُن است و هنگامی که او از طریق جنگل برای به نمایش گذاشتن اختراعش در نمایشگاهی می‌رود، گرگ‌ها وی را تعقیب و او به قصر دیو می‌رود و دیو او را زندانی می‌کند. بل به‌دنبال پدرش رفته و با دیو برخورد می‌کند و دیو پس از مدتی که او و پدرش را زندانی کرد عاشق بل می‌شود و عشق واقعی را حس می‌کند و نفرین شکسته می‌شود.

## بازیگران
| شخصیت              | صداپیشه              |
| ------------------ | -------------------- |
| بل                 | پیج اوهارا           |
| دیو                | رابی بنسون           |
| گستان              | ریچارد وایت          |
| لومیر              | جری اورباک           |
| موریس              | رکس اورهارت          |
| له‌فو               | جسی کورتی            |
| کاگسورث            | دیوید اوگدن استایرس  |
| خانم پاتس          | آنجلا لنسبوری        |
| چیپ، پسر خانم پاتس | برادلی پیرز          |
| کمد                | جو آن وورلی          |
| دخترهای عاشق گستان | کت سوسی مری کی برگمن |
| آقای دارک          | آنتونی جی            |
| راوی               | دیوید اوگدن استایرس  |
| فلیپ               | هل اسمیت             |
| اجاق               | برایان کامینگز       |
| کتاب‌فروش           | آلوین اپستاین        |
| نانوا              | الک مورفی            |
| گردگیر             | کیمی رابرتسون        |
| سلطان، سگ قصر      | فرانک ولکر           |